# 梅淳
梅淳（1543年—1606年），字德涵，號凝初，直隸太平府當塗縣人，軍籍，明朝政治人物。

## 生平
隆慶元年（1567年）丁卯科應天府鄉試第八十六名舉人。隆慶五年（1571年）中式辛未科會試第五十三名，三甲第二百五十九名進士。大理寺觀政，授缙云县知县，萬曆元年（1573年）调繁义乌县，萬曆五年（1577年）闰八月选授浙江道試御史，六年巡视卢沟桥，又巡视東西南三城，七年六月巡按广东，九年出为岳州府知府。升山西按察司副使，掌驿传道，十七年二月升陕西左参政，分守关内道，以父喪歸。服除，二十一年起补山东管河参政，管理济宁河段，二十二年九月韩庄新河上成，增俸一级，賜金币。次年晋四川按察使，二十六年五月升广东右布政使，二十七年二月升云南左布政使，以母喪歸，万历三十四年卒，享年六十四。

## 家族
曾祖梅玘，義官；祖父梅鳳；父梅勝，母潘氏；繼母谷氏。